# معركه عين خفر
معركة عين خفر هي إحدى المعارك التي خاضها الجيش السعودي أثناء حرب 1948 ضد الجيش الإسرائيلي، ودارت أحداثها قرب قناة السويس في مصر. تعد من أبرز المشاركات العسكرية السعودية في تلك الحرب، حيث تكبّد الطرفان خسائر بشرية كبيرة. 

## خلفية
عقب إعلان قيام دولة إسرائيل في 14 مايو 1948، اندلعت الحرب العربية–الإسرائيلية الأولى بمشاركة جيوش عدة دول عربية. وقد ساهمت المملكة العربية السعودية بقوات عسكرية انطلقت إلى الجبهة المصرية، وتوزعت في عدة مواقع لدعم القوات المصرية والفلسطينية. وكان من بين هذه المشاركات ما عُرف لاحقًا بـ"معركة عين خفر". 

## سير المعركة
بدأت المعركة في منطقة قريبة من قناة السويس واستمرت نحو أربعة أيام. دخلت القوات السعودية البالغ عددها نحو 8,300 جندي في مواجهة مباشرة مع القوات الإسرائيلية التي تجاوزت 31,000 جندي.
ورغم التفوق العددي والتسليحي للجيش الإسرائيلي، أبدى الجنود السعوديون مقاومة شديدة، واعتمدوا على تكتيكات دفاعية مدعومة بالتحصينات البسيطة في مواقعهم. وتذكر المصادر أن المعركة شهدت تبادلًا عنيفًا للنيران، وانتهت بخسائر بشرية جسيمة للطرفين. 

## الخسائر
تشير بعض الروايات إلى استشهاد نحو 1,784 جنديًا سعوديًا خلال المعركة، بينما تكبد الجيش الإسرائيلي أكثر من 27,000 قتيل، إضافة إلى أسر 476 جنديًا وفرار نحو 3,715 آخرين.  
وتبقى هذه الأرقام محل نقاش لغياب مصادر أكاديمية موسعة، إلا أنها متداولة في الإعلام السعودي وبعض الكتابات التاريخية المحلية.

## الأهمية
تُذكر معركة عين خفر كإحدى المحطات البارزة في مساهمة الجيش السعودي خلال حرب 1948، حيث أبرزت حجم التضحيات التي قدمها الجنود السعوديون دفاعًا عن فلسطين. كما أصبحت المعركة جزءًا من الذاكرة الوطنية السعودية التي تؤكد على التزام المملكة المبكر بالقضية الفلسطينية. 

## وصلات خارجية
- مقال صحيفة سبق عن معركة عين خفر
- تقرير وكالة Nournews عن المعركة